# العلاقات السويدية الكيريباتية
العلاقات السويدية الكيريباتية هي العلاقات الثنائية التي تجمع بين السويد وكيريباتي.

## مقارنة بين البلدين
هذه مقارنة عامة ومرجعية للدولتين:
| وجه المقارنة                                              | السويد                                                                               | كيريباتي                        |
| --------------------------------------------------------- | ------------------------------------------------------------------------------------ | ------------------------------- |
| المساحة (كم2)                                             | 450.30 ألف                                                                           | 811                             |
| عدد السكان (نسمة)                                         | 10.16 مليون                                                                          | 116.40 ألف                      |
| الكثافة السكانية (ن./كم²)                                 | 22.56                                                                                | 14.35 ألف                       |
| العاصمة                                                   | ستوكهولم                                                                             | جنوب تاراوا                     |
| اللغة الرسمية                                             | اللغة السويدية، لغات السامي، اللغة الفنلندية، منكيلي، اللغة الرومنية، اللغة اليديشية | لغة إنجليزية، اللغة الكيريباتية |
| العملة                                                    | كرونة سويدية                                                                         | دولار كريباتي، دولار أسترالي    |
| الناتج المحلي الإجمالي (بليون دولار)                      | 538.04 مليار                                                                         | 196.15 مليون                    |
| الناتج المحلي الإجمالي (تعادل القوة الشرائية) بليون دولار | 469.01 مليار                                                                         | 224.26 مليون                    |
| الناتج المحلي الإجمالي الاسمي للفرد دولار أمريكي          | 50.58 ألف                                                                            | 1.42 ألف                        |
| الناتج المحلي الإجمالي للفرد دولار أمريكي                 | 45.30 ألف                                                                            | 1.81 ألف                        |
| مؤشر التنمية البشرية                                      | 0.907                                                                                | 0.590                           |
| رمز المكالمات الدولي                                      | +46                                                                                  | +686                            |
| رمز الإنترنت                                              | .se                                                                                  | .ki                             |
| المنطقة الزمنية                                           | توقيت وسط أوروبا، ت ع م+01:00، ت ع م+02:00، أوروبا/ستوكهولم ‏                         |                                 |

## منظمات دولية مشتركة
يشترك البلدان في عضوية مجموعة من المنظمات الدولية، منها:
| علم المنظمة | اسم المنظمة                   | تاريخ انضمام السويد | تاريخ انضمام كيريباتي |
| ----------- | ----------------------------- | ------------------- | --------------------- |
|             | منظمة حظر الأسلحة الكيميائية  | ?                   | ?                     |
|             | الأمم المتحدة                 | 19 نوفمبر 1946      | 14 سبتمبر 1999        |
|             | مؤسسة التمويل الدولية         | 20 يوليو 1956       | 2 أكتوبر 1986         |
|             | يونسكو                        | 23 يناير 1950       | 24 أكتوبر 1989        |
|             | مؤسسة التنمية الدولية         | 24 سبتمبر 1960      | 2 أكتوبر 1986         |
|             | بنك التنمية الآسيوي           | 1966                | 1974                  |
|             | البنك الدولي للإنشاء والتعمير | 31 أغسطس 1951       | 29 سبتمبر 1986        |
|             | الاتحاد البريدي العالمي       | ?                   | ?                     |
|             | الاتحاد الدولي للاتصالات      | 1866                | 3 نوفمبر 1986         |

## وصلات خارجية
- موقع وزارة الخارجية السويدية